# Torrebesses
Torrebesses és un municipi de la comarca del Segrià. El 2023 tenia 294 habitants.
El topònim és una contracció de «torres bessones». L'origen del topònim el trobem en uns documents de l'arxiu del Cartulari de Sant Cugat on es fa referència a una masia i unes terres situades al terme de Sant Sebastià dels Gorgs, municipi d'Avinyonet, a l'Alt Penedès, que era propietat del monestir de Sant Cugat durant els segles xi-xiii, prop de les quals hi havia dues torres. Després de l'any 1149, un grup de famílies d'aquella contrada es van acollir a les condicions que van donar en aquell temps els comtes catalans amb la finalitat de repoblar el territori conquerit als àrabs.

## Història
El primer senyor feudal que tenim constància a la vila és Guillem Moliner, pare de Bramon Moliner i Pere Moliner. La família Moliner vivia a Lleida i van tenir el domini del poble durant setanta-cinc anys, entre 1319 i 1394, pràcticament tot el segle xiv. Es destaca l'any 1319, quan Bramon Moliner esdevé el nou senyor del poble, aquest va fer una carta de població per a la vila, en la qual va establir unes bones condicions per a atreure nous vilatans.
S'aprecia la influència i el poder econòmic que gaudien els Moliner, en primera instància, per la creació de la Baronia de la Granadella, una jurisdicció senyorial creada l'any 1313, que incloïa: Granyena, Bovera, l'actual Bellaguarda, i durant uns anys, Torrebesses. En segon lloc, un altre motiu que verifica aquest fet és el sepulcre de l'any 1322 de l'ardiaca Pere Moliner a la Capella de les Ànimes o del Santíssim Sagrament a la Seu Vella de Lleida. A baix de l'estructura funerària es pot observar l'escut heràldic de la família Moliner: unes rodes de molí. Aquest tipus de promoció artística satisfeia dos objectius: la superació de la mort del familiar i la creació d'una memòria de la dinastia familiar. Aquest mecanisme promocional va ser molt comú a Catalunya durant el segle xiv, entre la noblesa i les famílies adinerades.
Va ser durant els anys que Pere Moliner fou senyor de Torrebesses quan el rei Pere III el Cerimoniós, l'any 1359, li ven el franc alou, el mer i mixt imperi, i tota la jurisdicció civil i criminal, és a dir, tots els senyorius i drets reials. Aquesta pràctica va ser habitual durant el govern del rei Pere III per a poder fer front a les despeses de guerra que va afrontar. L'any 1394, Perico Moliner donà a Pere Aicart el lloc de Torrebesses en franc alou, amb els drets i pertinences i el mer i mixt imperi a canvi del terme i del castell de Vilafortuny i el Mas de la Real amb els drets i pertinences.
Durant els anys que Pere Aicart va ser el senyor del terme (1394-1422) en podem destacar principalment dos fets importants. En primer lloc, el dia 15 d'agost de l'any 1401, Pere Aicart va establir un acord amb els habitants de la vila sobre l'empriu de l'aigua que circula per la Vall Major amb la finalitat de poder gaudir d'un ús propi de l'aigua, i també, per utilitzar-la per regar els camps. A canvi d'aquesta concòrdia es va aplicar l'impost del dotzè perpetu. Abans d'aquests acords, era solament permès regar els diumenges, és a dir, una vegada per setmana. Altrament, també els va deslliurar de la qüèstia de mercè i joves. En segon lloc, el dia 8 de desembre de l'any 1406, Pere Aicart va concedir la remissió general de tots els crims i delictes, així civils com criminals, comesos fins al present dia per qualsevol persona del poble. Va atorgar aquest perdó a canvi que els prohoms i la universitat del terme li paguessin el dot de la seva filla Aldonça.
Manuel Aicart, fill de Pere Aicart, ven la propietat del terme i del castell al cavaller Bernat de Boixadors de Lleida per 77.000 sous barcelonesos. La família Boixadors també era molt reconeguda a Lleida. Això és perquè l'any 1149 van participar en la conquesta de Lleida contra els sarraïns, i l'any 1184 van formar part de l'expedició del rei Alfons I per conquerir València. Bernat de Boixadors mor sense descendència l'any 1451. Durant el procés de presa de decisió que va tenir lloc per la venda del poble, els vilatans van manifestar el desig d'esdevenir vassalls de la Cartoixa d'Escaladei, tal com s'especificava al testament de Margarida Cardona, esposa del difunt Bernat de Boixadors. A primera instància, la cartoixa va refusar aquesta adquisició justificant l'alt preu de la compra del poble i pel poc rendiment que en podien obtenir, ja que s'havia de pagar el delme al bisbe de Lleida i les primícies al rector de Torrebesses. Davant d'aquesta negativa, els representants del poble van insistir al prior d'Escaladei fins que van arribar a un acord comú. Així doncs, el batlle, els jurats, i els prohoms, van prometre al prior que el poble, de manera conjunta, pagaria el terç del preu de compra indicat pels marmessors de Margarida Cardona. Una suma total de 25.300 sous. Això significava que, durant vint-i-dos anys, haurien de pagar el 25% de la collita del poble. Així doncs, es van comprometre per una concòrdia signada l'any 1455. Doncs, com el poble no podia pagar-ho amb diners, ja que l'economia no era gaire desenvolupada, van arribar a l'acord de pagar-ho amb espècies.
Durant la Guerra Civil Catalana, la Cartoixa d'Escaladei es va posicionar a favor de la Generalitat de Catalunya, és a dir, en contra del rei Joan II d'Aragó. El resultat no va ser gaire favorable per al poble, com que el rei Joan II va prendre el lloc de Torrebesses i, per aquest motiu, van tornar a ser subjectes del domini d'un senyor feudal. Pedro de Lizeraso en va esdevenir el nou senyor entre els anys 1461 i 1466. El 5 de novembre de 1466 la seva dona, Teresa la Ruvia, redacta una escriptura després de la mort del seu espòs, en la qual, restitueix el domini de Torrebesses a Escaladei.
La història que enllaça Torrebesses i el monestir d'Escaladei s'acaba a la primeria de l'any 1836 a causa de la desamortització de Mendizábal. Els cartoixans d'Escaladei es van veure forçats a abandonar el monestir, ja que van ser privats dels drets del territori, i també de qualsevol tribut que rebessin per part dels seus vassalls.

## Església de Sant Salvador
L'església de Sant Salvador és un edifici construït sobre un monticle. Les roques d'aquest es van aprofitar com a fonaments de l'església. Per a construir-la, es va haver d'enderrocar el tros de la muralla nord que anteriorment se situava a l'espai de l'església. És d'estil romànic i també s'aprecia una transició d'estil gòtic. Destaca la façana amb portal de mig punt i triple arcada, columnes i capitells historiats, i, a més, un campanar d'espadanya. L'interior consta d'una sola nau coberta amb una volta de canó i reforçada per dos arcs faixons que divideixen la nau en dos sectors. Un d'ells està situat aproximadament a la meitat de la nau i l'altre dona accés a l'absis, el qual és de planta semicircular. Tota la nau s'il·lumina per la presència d'una finestra d'arc de mig punt situada a sobre de la porta d'entrada a l'edifici. Antigament, aquesta i la finestra situada a l'absis estaven tapiades amb alabastre, tal com era típic a l'època. A més, a l'interior hi ha disposades tres capelles laterals, i alguna és de tradició renaixentista.

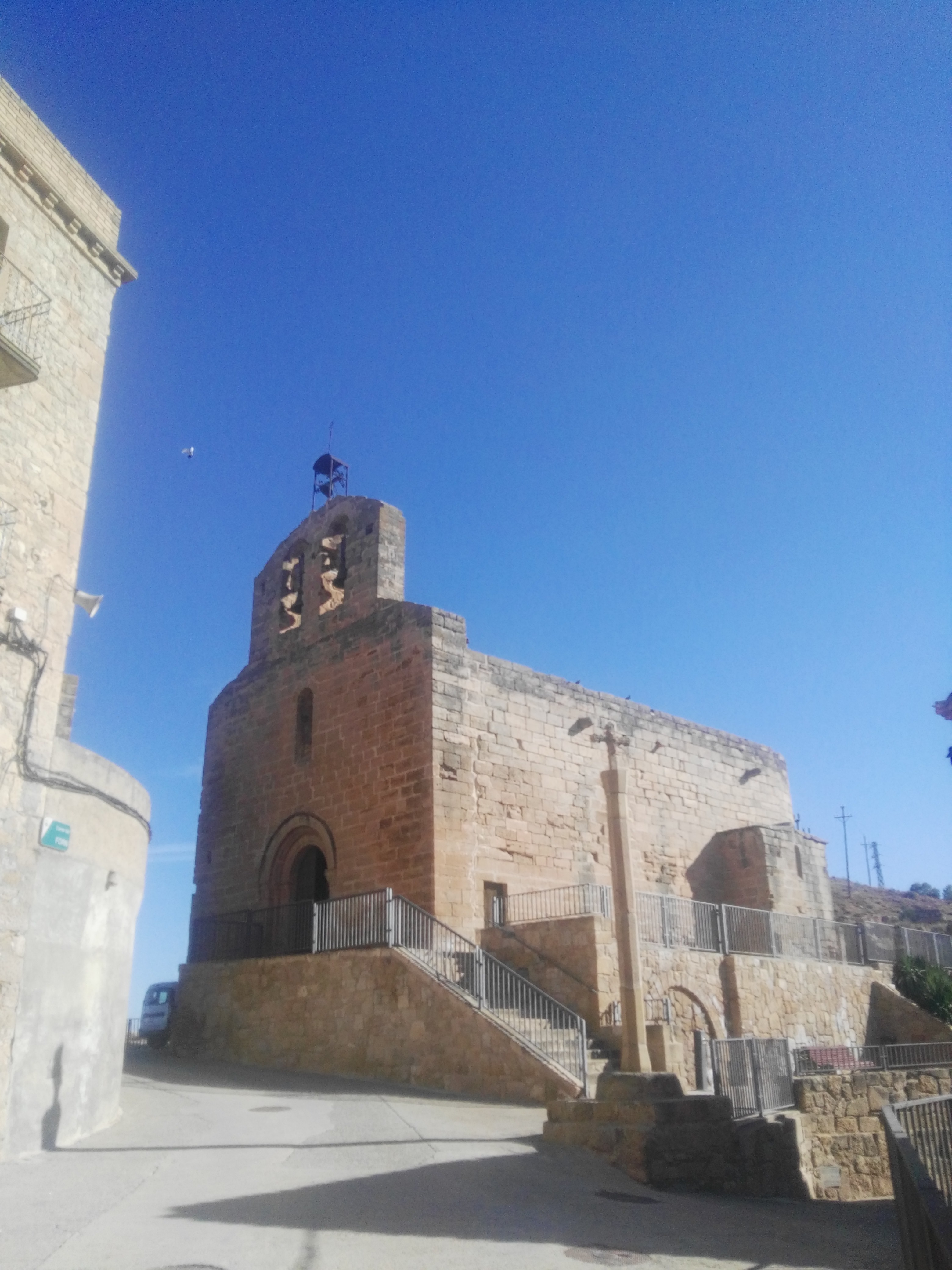
Església Sant Salvador de Torrebesses

A l'interior de l'església hi destaca el retaule gòtic de Sant Joan Baptista, de pedra calcària policromada i que data del segle xiv. El retaule està dedicat a quatre escenes de la vida de sant Joan Baptista. La missió de Joan Baptista fou reunir i preparar el poble d'Israel per a la vinguda del Messies. Les escenes mostren la predicació del Sant, el baptisme de Jesús, una doble escena representant la decapitació de Joan Baptista i el banquet d'Herodes, on damunt la taula, hi apareix una safata amb el cap de Joan Baptista. Finalment, l'última escena correspon a l'enterrament de Joan Baptista.

## Folklore de Torrebesses

### Litúrgia de bruixeria a Torrebesses
A l'edat mitjana, al poble de Torrebesses –a l'igual de tants altres– la gent practicava o creia més o menys en la litúrgia de la bruixeria. Per això, a les portes de les cases es penjaven creus de palma beneïdes, rams de llorer i panotxes de blat de moro per allunyar-ne la presència i els seus maleficis.
La tradició diu que a les nits de lluna plena i a redós de la Torre de l'Homenatge del castell, les bruixes practicaven els seus vols nocturns llençant crits estridents que aterrien els humils camperols de Torrebesses. Hi ha la creença que els esperits dels constructors àrabs del castell lluitaven perquè mai no fos dominat i convertit en una fortalesa cristiana contra l'Islam. Això acabà quan les restes del castell amb la Torre de l'Homenatge inclosa foren enderrocades després de l'any 1455, quan els monjos del monestir d'Escaladei compraren el poble i bastiren sobre les runes una casa conventual tal com podem veure en els nostres dies.
En aquells temps era molt corrent al poble sentir pronunciar aquell malèfic adagi: «Que no pugui ficar-s'hi la bruixa». Això volia dir discòrdies entre pobles, persones, entitats. Passat el temps d'aquests sentiments primaris, els focus de bruixeria minvaren al pas d'una cultura cada cop més positiva. La gent més gran, però, explica que al pas del segle xix al segle xx els màgics, els tiradors de cartes i els curanderos, hereus d'un passat místic, continuaven amb els seus rituals nocturns i subministraven begudes, ungüents de la immortalitat, etc.
Es recorda l'home que cada nit anava al cementiri a parlar amb la seva dona difunta a qui portava el menjar. També sabem que en algunes famílies, si naixia un infant i no volia prendre el seu aliment matern, es recorria al ritus que practicaven les persones que posseïen poders especials i que consistia a anar a la font del Pas, just al terme de Sarroca, i practicar el ritual previst.
A Torrebesses, alguns ritus es practicaven a l'era del Boter, a prop del poble. No sabem exactament que hi passava, però sí que la gent del poble assistia a les reunions d'homes i dones que es feien cada setmana o cada quinze dies. No sabem si celebraven l'aquelarre on apareixia el dimoni quan tots eren presents. Era un moviment secret que només es practicava de nit en aquella era o al bosc i en llocs amagats de tothom. Les reunions començaven amb balls i els congregats es prenien pocions d'herbes que excitaven les passions. Un dels balls era el de la roda: amb ell començaven dansant frenèticament i fent una orgia, durant la qual els homes i les dones copulaven amb el diable.

## Geografia
- Llista de topònims de Torrebesses: muntanyes, serres, collades, indrets, rius, fonts, edificis: cases, masies, esglésies…

## Demografia
| 1497 f | 1515 f | 1553 f | 1717 | 1787 | 1857 | 1877 | 1887 | 1900 | 1910 |
| ------ | ------ | ------ | ---- | ---- | ---- | ---- | ---- | ---- | ---- |
| 28     | 37     | 40     | 60   | 422  | 882  | 944  | 824  | 855  | 882  |

| 1920 | 1930 | 1940 | 1950 | 1960 | 1970 | 1981 | 1990 | 1992 | 1994 |
| ---- | ---- | ---- | ---- | ---- | ---- | ---- | ---- | ---- | ---- |
| 848  | 758  | 683  | 631  | 514  | 415  | 378  | 361  | 365  | 365  |

| 1996 | 1998 | 2000 | 2002 | 2004 | 2006 | 2008 | 2010 | 2012 | 2014 |
| ---- | ---- | ---- | ---- | ---- | ---- | ---- | ---- | ---- | ---- |
| 339  | 337  | 323  | 317  | 298  | 305  | 298  | 299  | 302  | 291  |

| 2016 | 2018 | 2020 | 2022 | 2024 | 2026 | 2028 | 2030 | 2032 | 2034 |
| ---- | ---- | ---- | ---- | ---- | ---- | ---- | ---- | ---- | ---- |
| 293  | 289  | 267  | 300  | 273  | -    | -    | -    | -    | -    |

## Llocs d'interès
- Església de Sant Salvador
- Centre d'Interpretació de la Pedra Seca[9]
- Museu-Col·lecció Etnològica de la Fundació Josep Jané i Periu[10]
- Construccions de pedra seca
- Església Nova: runes de l'edifici inacabat, començat el 1869[11]
- Molí d'Oli del Bep de Canut
- Castell-palau, edifici amb elements àrabs, romànics i gòtics, remodelat el 1773[12]

## Personatges il·lustres
- Josep Jané i Periu
- Aida Flix Filella